# Templo de Nuestra Señora de la Concordia (Puebla)
San Felipe Neri es un templo religioso de culto católico que pertenece a la jurisdicción eclesiástica de la arquidiócesis de Puebla de los Ángeles, bajo la advocación de la Santa Cruz y de San Felipe Neri. En uno de sus anexos y antiguas dependencias se encuentra el famoso Patio de los Azulejos, y en otro, convertido en escuela primaria oficial, se imprimió por primera vez el Plan de Iguala que se distribuyó a todo el país. Se ubica en la esquina de la 3 Sur y 9 Poniente de la Ciudad de Puebla, capital del estado del mismo nombre, en México

## Historia
En 1535, el solar que ocupa el templo actual pertenecía a la cofradía de la Santa Cruz otorgada como merced a dos de los fundadores de la ciudad y mayordomos de la cofradía, la que recibió licencia para ser construido un hospital y un templo bajo el patrocinio de la Santa Cruz.
El antiguo templo sirvió temporalmente en 1556 como catedral al ser sometida esta última a reparaciones. Volvió a ser Iglesia mayor por la misma razón entre 1580-1581 y 1587-1588.
En 1659, el obispo Diego Osorio de Escobar y Llamas asignó a la Congregación de la Venerable Concordia de Sacerdotes de San Felipe Neri, recién fundada el 28 de agosto de 1651, el templo de la Santa Cruz y unos solares anexos para que allí levantaran su casa. Las obras del templo de la nueva congregación se iniciaron el 3 de junio de 1670 y se bendijeron en 1676 siendo el encargado de las obras arquitectónicas el maestro mayor Carlos García Durango encargado también de la de torre norte de la catedral de Puebla.
La Venerable Concordia de Sacerdotes bajo el patrocinio de san Felipe Neri se formó en el periodo del obispo Palafox y Mendoza siendo la primera en la Nueva España y que sirvió de ejemplo para la de México en 1657. Tenía como finalidad subvenir las necesidades físicas y espirituales dedicándose a la instrucción de niños y la recolección de limosnas para el socorro de los pobres y clérigos en desgracia.

## Características
El conjunto arquitectónico concebido por García Durango lo compone el templo mismo, su casa sacerdotal, la Casa de Ejercicios que alberga actualmente a la Escuela Primaria Oficial "Gabino Barreda" y lugar donde se imprimió el Plan de Iguala, y el famoso sitio conocido como El Patio de los Azulejos.

### Interior
El interior de estilo barroco fue transformado al neoclásico en 1831, visible en su retablo y sus altares laterales, siendo la excepción las pinturas barrocas del pintor poblano Miguel Jerónimo Zendejas. 
La iglesia es de una sola nave en forma de cruz latina comprendida en cuatro tramos abovedados de lunetos con molduras de media caña